# Spur of the Moment
Spur of the Moment je společné studiové album anglických hudebníků Petera Hammilla a Guye Evanse. Původně vyšlo na audiokazetě (vydavatelství Red Hot Records) a následně také na CD (vydavatelství DaTE). Všechny skladby na albu jsou instrumentální a improvizované. Duo v době vydání alba odehrálo také několik společných koncertů. Oba interpreti jsou zároveň členy kapely Van der Graaf Generator.

## Seznam skladeb
Autory všech skladeb jsou Peter Hammill a Guy Evans, pokud není uvedeno jinak.
1. Sweating it Out
2. Surprise
3. Little Did He Know
4. Without a Glitch
5. Anatol's Proposal
6. You Think Not?
7. Multiman
8. Deprogramming Archie (Hammill, Evans, Paul Ridout)
9. Always So Polite
10. An Imagined Brother
11. Bounced
12. Roger and Out (Hammill, Evans, Ridout)

## Obsazení
- Peter Hammill – klavír, kytara, klávesy, sampler, syntezátory
- Guy Evans – akustické a elektronické bicí
- Paul Ridout – programování, sekvencing, manipulace